# 利普托德
利普托德，是匈牙利巴兰尼亚州所辖的一个村。总面积14.99平方公里，总人口209，人口密度13.9人/平方公里（2011年1月1日）。